# Стреж (река)
Стреж — река в России, протекает в Чернушинском районе Пермского края. Правый приток Быстрого Таныпа.
Берёт начало у урочища Мокино. Течёт на юго-восток по открытой местности, протекает по окраине города Чернушка. Устье реки находится на 290-м км правого берега реки Быстрый Танып. Длина реки составляет 36 км, площадь водосборного бассейна — 282 км².

## Притоки
(от устья)
- 4 км: Кигинка (пр)
- Балуевка (пр)
- Чернушка (лв)
- Сухая Речка (пр)
- Кармалка (лв)
- Межовка (пр)
- Урманка (лв)
- Булунда (лв)
- Каменка (пр)
- 20 км: Куб (лв)
- 22 км: Бедряж (лв)
- Бедряжка (лв)
- Дубровка (пр)
- Сырец (пр)
- Малый Стреж (пр)

## Данные водного реестра
По данным государственного водного реестра России относится к Камскому бассейновому округу, водохозяйственный участок реки — Белая от города Бирск и до устья, речной подбассейн реки — Белая. Речной бассейн реки — Кама.
Код объекта в государственном водном реестре — 10010201612111100025759.